# Raimund Hassemer
Raimund Hassemer (* 1948) ist ein deutscher Strafrechtswissenschaftler und pensionierter Hochschullehrer der Hochschule Ludwigshafen am Rhein.

## Leben
Raimund Hassemers Vater war 1933 knapp drei Wochen lang im KZ Osthofen interniert und durfte in der NS-Zeit nicht Jura studieren. Aus diesem Grunde studierte Hassemer selbst später Rechtswissenschaften mit Schwerpunkt Strafrecht, ebenso wie seine beiden Brüder Winfried Hassemer und Volker Hassemer.
Nach dem Studium war Hassemer Wissenschaftlicher Assistent am Lehrstuhl für Strafrecht, Strafprozessrecht und Rechtstheorie an der Universität Mannheim und promovierte 1981 zur Schutzbedürftigkeit des Opfers und Strafrechtsdogmatik. Er war bis 2013 Professor am Fachbereich Sozial- und Gesundheitswesen an der Hochschule Ludwigshafen am Rhein.

## Schriften
- Schutzbedürftigkeit des Opfers und Strafrechtsdogmatik: Zugleich ein Beitrag zur Auslegung des Irrtumsmerkmals in § 263 StGB. Duncker und Humblot, Berlin, 1981, ISBN 3-428-04867-9